# Pod Żeleźnicą
Pod Żeleźnicą (863 m) – płytka przełęcz w północno-zachodnim grzbiecie Żeleźnicy (912 m). Jej północno-zachodni stok opada do Podsarnianki.
Przez przełęcz biegnie Wielki Europejski Dział Wodny między zlewiskami Bałtyku i Morza Czarnego i dawna granica polsko-węgierska. Przełęcz znajduje się na skraju niewielkiej polany, poniżej dolnej części tej polany ma źródła Potok Chorów. Przełęcz jest węzłem szlaków turystycznych; krzyżuje się na niej niebieski szlak prowadzący przez Żeleźnicę ze szlakiem żółtym i czerwonym. Skrzyżowanie szlaków następuje przy drodze leśnej biegnącej skrajem polany.
Przez przełęcz biegnie granica między wsiami Odrowąż i Pieniążkowice, stoki północno-zachodnie należą do wsi Bukowina-Osiedle, wszystkie miejscowości w województwie małopolskim, w powiecie nowotarskim. W regionalizacji fizycznogeograficznej Polski według Jerzego Kondrackiego przełęcz znajduje się w Beskidzie Orawsko-Podhalańskim, w nowszej regionalizacji z 2018 roku na Pogórzu Orawsko-Jordanowskim.
Szlaki turystyczne
 Przełęcz Spytkowicka – Łysa Góra – Leszczak – Nad Harkabuzem – Żeleźnica – Pod Żeleźnicą. Czas przejścia: 3 h
 Przełęcz pod Żeleźnicą – Podszkle – Pająków Wierch – Danielki – Orawka. Czas przejścia: 3 h
 Pieniążkowice – Pod Żeleźnicą. Czas przejścia: 30 min